# Fafina
Fafina (auch: Fafine) ist eine winzige unbewohnte Insel in der tonganischen Inselgruppe Vavaʻu.

## Geographie
Fafina bildet die Fortsetzung einer Landzunge von Pangaimotu und der größeren Schwester Tapana östlich des Zentrums von Vavaʻu. Im Osten liegt Ofu.

## Klima
Das Klima ist tropisch heiß, wird jedoch von ständig wehenden Winden gemäßigt. Ebenso wie die anderen Inseln der Vavaʻu-Gruppe wird Fafina gelegentlich von Zyklonen heimgesucht.